# Uber Cup 2010/Qualifikation Ozeanien
Die Qualifikation zum Uber Cup 2010 des ozeanischen Kontinentalverbandes im Badminton fand vom 19. bis zum 20. Februar 2010 in Invercargill statt. Australien qualifizierte sich als Sieger für die Endrunde.

## Austragungsort
- Stadium Southland

## Endstand
| Platz | Land          | Punkte | Spiele | Spielpunkte |   |    | Sätze |   |    | Bälle |   |     |
| ----- | ------------- | ------ | ------ | ----------- | - | -- | ----- | - | -- | ----- | - | --- |
| 1     | Australien    | 3      | 3      | 13          | – | 2  | 27    | – | 4  | 651   | – | 260 |
| 2     | Neuseeland    | 2      | 3      | 12          | – | 3  | 24    | – | 7  | 595   | – | 388 |
| 3     | Neukaledonien | 1      | 3      | 5           | – | 10 | 10    | – | 21 | 362   | – | 548 |
| 4     | Fidschi       | 0      | 3      | 0           | – | 15 | 1     | – | 30 | 232   | – | 644 |